# Volume de distribution
Pour les articles homonymes, voir Vd.
Le volume de distribution, ou volume apparent de distribution, est un paramètre caractérisant la distribution (voir Pharmacocinétique) de la substance active (dans un médicament) dans le corps humain. Son symbole est Vd. 

## Calcul
On mesure la concentration sanguine de la substance active en question. Le volume de distribution est le volume dans lequel serait dissoute la quantité administrée de substance active (c'est-à-dire contenue dans le médicament) pour donner la concentration obtenue dans le compartiment sanguin. C’est un volume théorique (fictif), d'où le nom de volume de distribution apparent.  
Le volume de distribution VD est donc défini par l'équation suivante :
{\displaystyle {V_{D}}={\frac {\mathrm {quantite\ totale\ administree\ de\ medicament} }{\mathrm {concentration\ plasmatique\ du\ medicament} }}}
S'il est connu pour une substance donnée, il permet de prédire la dose de cette substance à administrer (instantanément, par exemple par voie intraveineuse) pour donner une concentration donnée dans le plasma.

Ce VD n'est en aucun cas une valeur physiologique ; ce n'est qu'un reflet de la distribution d'une substance dans l'organisme, qui dépend de caractéristiques physico-chimiques propres de la molécule (solubilité, charge, taille, etc.) et de la manière dont cette substance réagit avec les différents composants de l'organisme (protéines plasmatiques et tissulaires, acides nucléiques, lipides, etc.).  

Les unités utilisées pour un volume de distribution sont les unités de volume (ml ou litre) souvent normalisées par kg de masse corporelle.
Le volume de distribution VD peut aussi être calculé (voire prédit) de manière plus mécanistique, à partir de données issues de différents compartiments tissulaires (certaines étant des valeurs physiologiques indépendantes de la molécule considérée, d'autres des données pouvant être estimées in vitro):
{\displaystyle {V_{D}}={V_{P}}+{V_{T}}\left({\frac {fu_{p}}{fu_{t}}}\right)}
où :
- VP = volume du plasma
- VT = volume apparent du tissu
- fup = fraction libre (non liée aux protéines plasmatiques) dans le plasma
- fut = fraction libre dans le tissu

## Utilité
Le volume de distribution permet d’estimer la façon dont se distribue la molécule dans l’organisme. Si Vd est faible = 3 ou 4 litres, c’est que la molécule est peu absorbée dans les tissus, elle reste dans le sang. Quand le volume de distribution est plus important, cela peut signifier que la molécule est fortement absorbée dans les tissus, ou qu’elle est fortement métabolisée, … L’interprétation se fait selon la correspondance avec les volumes des compartiments (eau intracellulaire, …). 
Différents facteurs font varier le volume de distribution : 
- fixation aux protéines plasmatiques
- caractères physico-chimiques du médicament
- irrigation des organes
- affinité pour les tissus
- facteurs physiologiques : âge, grossesse, corpulence, etc.

Le volume de distribution est une mesure très utilisée pour l’étude d’un nouveau médicament, mais reste une mesure théorique.